# Chan Chan (canción)
Chan Chan es una canción de son compuesta por el cantante cubano Compay Segundo, que trata de dos personajes, Juanica y Chan Chan. Escrita en 1984, "Chan Chan" ha sido grabada en múltiples ocasiones tanto por Compay Segundo como por otros artistas cubanos, aunque la versión más conocida, y la que obtuvo fama mundial es la primera pista del disco Buena Vista Social Club, con Eliades Ochoa e Ibrahim Ferrer.

## Composición y trama
Compay Segundo dijo textualmente:

"Yo no compuse Chan Chan; la soñé. Sueño con la música. A veces me despierto con una melodía en la cabeza, oigo los instrumentos, todo muy clarito. Me asomo al balcón y no veo a nadie, pero la escucho como si estuvieran tocando en la calle. No sé lo que será. Un día me levanté escuchando esas cuatro noticas sensibles, les puse una letra inspirándome en un cuento infantil de cuando yo era niño, Juanica y Chan Chan, y ya ves, ahora se canta en todo el mundo".

En la canción, primero se mencionan cuatro localidades del este de Cuba, Alto Cedro, Marcané, Cueto y Mayarí, pertenecientes todas a la provincia de Holguín. Luego se cuenta la anécdota de Juanica y Chan Chan, una mujer y un hombre que construían una casa e iban al mar a buscar arena. Mientras Juanica sacudía el jibe (tamizador de arena), el contoneo de su cuerpo al hacerlo, a Chan Chan le dio pena (vergüenza).  
En el último verso, alguien pide que se le quite la paja del camino para que él pueda sentarse en el tronco que ve, porque así no puede llegar.
Al parecer, esta anécdota era una leyenda popular granjera que Compay escuchaba habitualmente de pequeño.